# Frutioidia dokra
Frutioidia dokra är en insektsart som beskrevs av Irena Dworakowska 1979. Frutioidia dokra ingår i släktet Frutioidia och familjen dvärgstritar.
Artens utbredningsområde är Vietnam. Inga underarter finns listade i Catalogue of Life.